# Tipula hirtitergata
Tipula hirtitergata är en tvåvingeart. Tipula hirtitergata ingår i släktet Tipula och familjen storharkrankar.

## Underarter
Arten delas in i följande underarter:
- T. h. hirtitergata
- T. h. altaica